# Elk Island Provincial Park
Elk Island Provincial Park är en provinspark i Manitoba i Kanada. Den ligger i kommunen Victoria Beach i södra delen av provinsen, cirka 10 mil nordöst om Winnipeg. Parken består av Elk Island i Winnipegsjön samt en liten bit av fastlandet söder om ön.